# Amtsgericht Osterhofen
Das Amtsgericht Osterhofen war ein von 1879 bis 1959 existierendes bayerisches Gericht der ordentlichen Gerichtsbarkeit mit Sitz in der Stadt Osterhofen.

## Geschichte
Anlässlich der reichsweiten Einführung des Gerichtsverfassungsgesetzes am 1. Oktober 1879 wurde in Osterhofen ein Amtsgericht gebildet, dessen Sprengel deckungsgleich mit dem vorhergehenden Landgerichtsbezirk Osterhofen war und somit aus den Orten Aholming, Aicha an der Donau, Altenmarkt, Anning, Buchhofen, Forsthart, Galgweis, Gergweis, Göttersdorf, Kirchdorf bei Osterhofen, Künzing, Langenamming, Langenisarhofen, Moos, Neusling, Neutiefenweg, Niedermünchsdorf, Niederpöring, Oberndorf, Oberpöring, Osterhofen, Ottmaring, Ramsdorf, Wallerfing und Wisselsing bestand. Übergeordnete Instanzen waren das Landgericht Deggendorf und das Oberlandesgericht München. Ein zweites Amtsgericht in einem Bezirksamt (bzw. Landkreis) stellte damals und stellt bis heute eine Anomalie dar.
Nach der kriegsbedingt erfolgten Herabstufung des Amtsgerichts Osterhofen zur Zweigstelle des Amtsgerichts Vilshofen im Landgerichtsbezirk Passau und der amtlichen Bestätigung dieser Maßnahme im Jahre 1956, wurde das AG Osterhofen durch Verordnung des Bayerischen Staatsministers der Justiz am 1. Juli 1959 aufgehoben. Der ehemalige Amtsgerichtsbezirk wurde im Rahmen der Kommunalreform dem Landkreis Deggendorf (und damit auch wieder dem Land- und nun dem Amtsgerichtsbezirk Deggendorf) zugeschlagen, während der Rest des Landkreises Vilshofen an Landkreis und Amtsgericht Passau kam.